# Lithothelium fluorescens
Lithothelium fluorescens är en lavart som beskrevs av Aptroot & Sipman. Lithothelium fluorescens ingår i släktet Lithothelium och familjen Pyrenulaceae.   Inga underarter finns listade i Catalogue of Life.